# Institut russe d'histoire de l'art
L'Institut russe d'histoire de l'art (en russe : Российский институт истории искусств) est un institut de recherche du ministère de la culture de la fédération de Russie, situé à Saint-Pétersbourg, place Saint-Isaac, bâtiment 5.

## Histoire
L'institut est fondé en 1912, par le comte Valentin Zoubov (ru), sur le modèle de l'Institut d'histoire de l'art de Florence (it). Valentin Zoubov a installé cet institut dans sa propriété. Après la Révolution d'Octobre, il a transmis la propriété des lieux au nouveau gouvernement bolchévik et l'institut a été nationalisé. Ses collaborateurs étaient : Iouri Tynianov, Boris Eichenbaum, Boris Assafiev, Viktor Jirmounsky, Antonin Preobrajenski (ru) et d'autres critiques littéraires et musicologues.
Le bâtiment de l'institut a été construit durant les années 1843-1847 sur le projet de l'architecte Harald von Bosse pour le comte Arseni Zakrevski dans un style néo-renaissance. Au début des années 1870, l'immeuble passe aux mains de Platon Zoubov, dont l'architecte Karl Choults (ru) transforme la façade.

### Directeurs
- 2015-2020 : Alexandre Kazine (ru)